# Oliejournaal
Alle vrachtschepen waar het MARPOL - verdrag van toepassing is, moet een oliejournaal aan boord hebben waarin de dienstdoende officier alle olie- of sliboverdrachten en -lozingen van het schip moet bijhouden. Dit stelt de bevoegde autoriteiten in staat de bemanning te controleren of deze voldoet aan de verdragsregels voor het lozen op zee. Elk olietankerchip met een brutotonnage van 150 of meer en elk schip, geen olietankschip zijnde, met een brutotonnage van 400 of meer, dient te zijn voorzien van een oliejournaal deel 1 (werkzaamheden in machineruimten). Elk olietankschip met een brutotonnage van 150 of meer dient te zijn voorzien van een oliejournaal deel 2 (lading- en ballasthandelingen).

## Opbouw
Bij elke operatie waarop de bijlage van toepassing is moet de dienstdoende officier de volgende zaken vermelden in het oliejournaal: tankidentificatie, geografische locatie van het schip, olietype, hoeveelheid en duurtijd van de operatie. Hiervoor moet er een gecombineerde numerieke en letter-codering gevolgd worden, beschreven in MEPC.1/Circ.736/Rev.2. Deze aanpassing van bijlage 1 hoofdstuk 3 deel C reglement 17 bevat nieuwe richtlijnen over het invullen van het oliejournaal als ook voorbeelden ervan. Deze richtlijnen zijn een aanvulling op de eerdere revisie geldig vanaf 17 juli 2009, namelijk MEPC.187(59). Tot slot moet elke ingevulde bladzijde ook door de master ondertekend worden.
Het eerste deel van het oliejournaal beschrijft de werkzaamheden in machineruimten voor alle schepen. Het tweede deel handelt om lading en ballast operaties en hoeft alleen door de eerste stuurman aan boord van olie tankers ingevuld worden. Onbedoelde en uitzonderlijke lozingen als ook storingen in de oliefiltreerinstallatie worden in deel 1 van het oliejournaal genoteerd, welke aan boord en onmiddellijk beschikbaar moet zijn voor inzage, tenzij het schip onbemand gesleept wordt. Het oliejournaal moet minstens 3 jaar na de laatste gedateerde aantekening bijgehouden worden.

### Deel 1: Werkzaamheden in machineruimten
Operaties worden gelogd in het oliejournaal deel 1, op een tank naar tank basis waar nodig, bij het plaatsvinden van de volgende werkzaamheden in machineruimtes aan boord van een schip beschreven in regulatie 17 van MARPOL bijlage 1 hoofdstuk 3 deel C:
1. Ballasten of reinigen van brandstofolietanks;
2. Lozing van vuil ballastwater of reinigingswater uit brandstofolietanks;
3. Opslaan, overpompen en verwijderen van olierestanten;
4. Het lozen of afgeven van lenswater dat zich in ruimten voor machines heeft verzameld;
5. Bunkeren van brandstof- of smeerolie in bulk.

### Deel 2: Lading- en ballasthandelingen
Operaties worden gelogd in het oliejournaal deel 2, op een tank naar tank basis waar nodig, bij het plaatsvinden van de volgende vracht/ballast operaties aan boord van olietankschepen beschreven in regulatie 36 van MARPOL bijlage 1 hoofdstuk 4 deel C:
1. Het laden van olie;
2. Het overbrengen van ladingolie van de ene tank naar de andere gedurende de reis;
3. Het lossen van olie;
4. Ballasten van ladingtanks en aangewezen schone-ballasttanks;
5. Het reinigen van ladingtanks met inbegrip wassen met ruwe olie (COW);
6. Het lozen van ballastwater, behalve vanuit gescheiden ballasttanks;
7. Het lozen van water uit sloptanks;
8. Het sluiten van de afsluiters of soortgelijke middelen na het lozen of afgeven van de inhoud van sloptanks;
9. Het sluiten van afsluiters voor het scheiden van aangewezen schone ballasttanks van laadleidingen en nazuigleidingen, na lozing of afgifte van de inhoud van de sloptank; en
10. Het verwijderen van oliehoudende restanten.

## Elektronische varianten
Een e-ORB (electronic oil record book) is een elektronisch alternatief voor het handgeschreven oliejournaal aan boord van de schepen van alle soorten en maten. Deze software moet voldoen aan de specifieke rapportage-eisen van de IMO, SOLAS en de vlaggenstaten. Handmatig ingevoegde informatie wordt gewoonlijk gecombineerd met de gegevens opgenomen door de scheepsinstrumenten en sensoren, zoals GPS-gegevens (tijd en plaats), debiet en tanklevel indicators.